# Swift
SWIFT (Society for Worldwide Interbank Financial Telecommunication) – Udruženje za međunarodne, međubankarske finansijske telekomunikacije, je međunarodna bankarska mreža i softver za razmenu poruka, koji danas upotrebljava više od 10.500 finansijskih institucija, iz 215 zemalja. SWIFT omogućava razmenu standardizovanih poruka kod međunarodnih finansijskih institucija, a same poruke se odnose na plaćanja, trgovinu, hartije od vrednosti i ostalo. Sedište SWIFT-a je u Belgiji.

## Istorija
je 1973. godine osnovalo 239 banaka iz 15 zemalja sa ciljem kreiranja zajedničke svetske mreže za obradu podataka i komunikaciju uz pronalaženje zajedničkog jezika za internacionalne finansijske transakcije.
- 1976.- u Belgiji i Holandiji su otvoreni prvi operativni centri
- 1977.- princ Albert poslao prvu poruku, SWIFT postaje od tog trenutka operativan
- 1979.- prvi operativan centar je otvoren u SAD-u
- 1980.- povezane su prve zemlje azijskog kontinenta, Hong Kong i Singapur
- 1985.- instaliran satelitski link koji će povezivati operativne centre SAD i Evrope
- 1987.- SWIFT proširuje bazu svojih korisnika uključivanjem učesnika iz oblasti hartije od vrednosti i tržište novca
- 1991.- SWIFT dobija nagradu instituta Smitsonijan za oblast Informacionih sistema

## Koncepcija i funkcionisanje
Koncepcija SWIFT mreže se sastoji od različitih sistemskih celina, odnosno tehnoloških nivoa mreže, čija hijerarhija uslovljava hardver, softver, komunikacionu strukturu mreže i međusobne kontrole relacije i veze. Svaka od pojedinih sistematskih celina sprovodi određeni deo funkcija.

## poruke
poruke su strukturalne poruke tipski razvrstane. Za svaki tip poruke određena polja su različito definisana. Po pravilu, SWIFT poruka se sastoji od pet blokova, svaki blok ima svoje ime: 
1. Osnovno zaglavlje
2. Aplikativno zaglavlje
3. Zaglavlje korisnika
4. Tekst poruke
5. Kraj poruke

Prva tri bloka čine zaglavlje poruke. Svaka poruka mora imati blok osnovnog zaglavlja, dok je pisanje ostalih blokova opcionalno.

### 
se nalazi na središtu SWIFT sistema. U okviru ove mreže postoje dva SCP-a u Americi i dva u Holandiji, ali uvek je aktivan samo jedan od njih. Zadatak mu je da kontroliše sve pristupe sistemu i obavlja monitoring cele mreže, njenih servisa, distribuciju novog softvera, kontrolu ponovljenog uspostavljanja veze i stanja posle prekida u mreži i sl.
SP (Slice Processor) predstavlja deo SWIFT sistema koji komunicira sa korisničkim logičkim terminalom (LT). Zadatak mu je da usmerava poruke između pojedinih korisnika SWIFT-a, preko regionalnih procesora, da čuva kopije svih emitovanih poruka, itd.
RP (Regional Processor) logički predstavlja ulaznu i izlaznu tačku iz SWIFT sistema. Svaku unetu i emitovanu poruku proverava regionalni procesor, pre nego što nastavi dalje.
SAP su mrežni konekcioni čvorovi koji podržavaju portove kroz koje omogućavaju korisnicima fizički pristup SWIFT mreži.

## Standardi
standardi su striktno definisana pravila i formati popunjavanja polja u okviru standardizovanih SWIFT poruka, odnosno opisi odgovarajućih procedura koje se moraju do detalja sprovesti da bi se omogućilo normalno funkcionisanje SWIFT sistema i razmena poruka u okviru mreže. Poštovanjem standard poruka moguće je kreirati, memorisati i emitovati poruke uz odgovarajuću validaciju i autorizaciju. Ti standardi su:
- ISO 3166 – međunarodni standard za obeležavanje države
- ISO 15924 - međunarodni standard za obeležavanje pisama
- ISO 4217 – međunarodni standard koji definiše oznake za valute koje su važeće prema standardima Međunarodne organizacije za standardizaciju(ISO)
- ISO 639 – definiše kodove za nazive jezika

Razmena SWIFT poruka je podvedena pod stroga pravila standarda (međunarodno priznatih standarda), a struktura poruka je u korelaciji sa vrstom i tipom bankarskog instrumenta, koji se u suštini mapira. Standardi nad porukama znače jedinstvena pravila interpretacije poruka, odnosno sve članice SWIFT mreže na isti način tumače sadržaj poruka koje razmenjuju sa ciljem izvršavanja plaćanja/naplata u poslovima sa inostranstvom.
Standardizovana SWIFT tehnologija rada, ima za krajnji cilj veću efikasnost upravljanja sredstvima. U svom razvoju SWIFT se ograničio na transfer sredstava između banaka, što je samo po sebi izuzetno značajno za efikasniji razvoj banke. Unificiranost jezika komunikacije i postupaka odnosi se na uspostavljanje SWIFT standarda za komuniciranje i utvrđivanje kategorija poruka za bankarske finanskijske transakcije. SWIFT standardi za komuniciranje se odnose na:
- Prioritetne kodove:
  - 00- sistemske poruke
  - 01- hitne poruke, uz obaveštenje ukoliko se ne isporuči za 15 minuta
  - 02- normalni prioritet poruke
  - 03- normalni prioritet, sa obaveštenjem o isporuci
- bankarske kodove- dodeljuju se svakoj banci. Ima 4 pojedinačna koda: banka, država, mesto i naziv filijale
- valutne kodove- usaglašeni su sa međunarodnom organizacijom za standard (dva prva slova označavaju državu, treće slovo naziv valute)
- tekstualne kodove- pripremaju se unapred ili se pripremaju od strane SWIFT-a

## Servisi
Princip razmene poruke na SWIFT mreži i logika konekcije dovode u vezu banku pošiljaoca i banke primaoca, sve banke su u lancu plaćanja, koje se navode u strukturi poruke/naloga koje su obavezne da bi se plaćanje realizovalo.

### Jezgro sistema
Jezgro SWIFT-ovog sistema poruka je Finnancial Application Service ili FIN Service. FIN je SWIFT aplikacija u okviru koje se sve korisnik ka korisniku poruke obrađuju, odnosno FIN Service je sredstvo pomoću kojeg se korisnik ka korisniku poruke šalju i primaju putem SWIFT mreže. FIN je siguran, pouzdan, elastičan struktuiran sistem poruka sa kontrolisanim pristupom. Funkcioniše preko X.25 protokola.

### Platforma za razmenu poruka
je usavršena IP platforma za razmenu poruka koja uključuje niz proizvoda i servisa koji omogućavaju sigurnu i pouzdanu komunikaciju poverljivim finansijskim informacijama i poslovnim podacima. To je nova tehnologija koja zadovoljava ključne zahteve za interaktivnim porukama, file transferom i pretraživanjem podataka u bezbednoj sredini. Omogućava finansijskim institucijama pristup u okviru jedne aplikacije, tj celokupnom finansijskom svetu.

### 
Sistem poruka je omogućen putem „Secure IP Network“, odnosno sigurne mreže zasnovane na Internet Protokolu. To je sigurna i izuzetno pouzdana mreža sa usavršenim mehanizmom za popravljanje. Postoji vise IP mrežnih partnera, svaki sa standardnim IP uslugama. Finansijske institucije su u mogućnosti da se konektuju putem jednog ili više mrežnih partnera, koji snabdevaju i instaliraju potrebnu opremu.

### Servisi za razmenu poruka-a
Tri komplementarna servisa za razmenu poruka sadržana u okviru SWIFTNet-a ispunjavaju sve zahteve današnjih finansijskih institucija u domenu sigurnosti, pouzdanosti, dostupnosti i pristupačnosti, a ti zahtevi su: 
- interaktivni store-and-forward sistem razmene poruka
- file transfer
- sigurne browsing sposobnosti

## Sistemi zaštite
Sistem zaštite se zasnivana kombinaciji hardverskih i softverskih rešenja. Standardna procedura podrazumeva da kad se jedna banka uključi u sistem, dobija hardverski uređaj koji predstavlja komunikacioni kontroler sa kompletnim sistemom sa kriptozaštitom. Uz ovaj uređaj ide i smart kartica koja služi za identifikaciju, a može da se koristi samo na tom uređuju. Svakog jutra, na početku radnog dana, operater pokreće proces razmene ključeva, koji se koriste samo tog dana. Sigurnost je obezbeđena na komunikacionim kanalima, kriptografskim mehanizmima, i ostvaruje se kroz više nivoa kriptografije. Razmena ključeva je obavezna za sve razmene finansijskih poruka, ali na isti način razmenu određenih kategorija poruka ne obavezuje razmena ključeva. Proces razmene ključeva je podveden pod tehnologiju razmene ključeva (B.K.E i mehanizam/ RSA ALGORITAM), ali bankarski poslovni odnos između dva banke koje razmenjuju finansijske poruke, definisan je u smislu davanja instrukcija za izvršenje doznake, vrstom modela iste, pri čemu je ta razmena podvedena pod stroge okvire standarda o razmeni finansijskih poruka.

## korisnici
Postoje tri vrste SWIFT korisnika koje se razlikuju:
- članovi, odnosno akcionari- to su kvalifikovane organizacije koje poseduju vlasništvo nad akcijama SWIFT-a, uključujući banke, ovlašćene brokere- dilere hartijama od vrednosti i investicione institucije
- podčlanovi- to su organizacije koje su više od 50% u direktnom ili 100% indirektnom vlasništvu člana (akcionara) i koje ispunjavaju kriterijume definisane statuom SWIFT-a. Podčlan mora biti pod potpunom kontrolom člana.
- učesnici[4]- učesnicima je dozvoljeno da koriste specifiers service kompanije, ukoliko ispunjavaju kriterijume koja su definisana od generalne skupštine, tj borda direktora. To su sledeće institucije:
  - brokeri i dileri hartijama od vrednosti i srodnim finansijskim instrumentima
  - centralne depozitarne i clearing institucije
  - fond administrator
  - investicione institucije
  - brokeri tržišta novca
  - finansijske institucije koje nemaju u vlasništvu akcije SWIFT-a
  - učesnici sistema plaćanja
  - berze za hartije od vrednosti i druge relevantne finansijske instrumente
  - registar i transfer agenti
  - berze
  - izdavaoci putničkih čekova

## Prednosti
Prednosti su široka rasprostranjenost, što je dovelo do toga da je veliki broj učesnika uslovilo da SWIFT dobije primat nad ostalim telekomunikacionim sredstvima, tako da su došle do izražaja mnogobrojne prednosti korišćenja SWIFT-a.
Sa aspekta troškovne efikasnosti prednosti su:
- omogućava jedinstven pristup raznim finansijskim institucijama i sistemima
- vremenski rok prijema- kruženje poruka je maksimalno skraćen
- Platforma za kreiranje poruka se može višestruko upotrebljavati
- široka skala usluga po pristupačnim cenama
- standardi koji se koriste podržavaju automatizaciju i brzu obradu poruka
- smanjeni troškovi prenosa poruka u odnosu na teleks i poštu
- poboljšan cash management, jer informacije koje se dobijaju su ažurne, što omogućava bolje iskorišćenje sredstava

### Mogućnosti koje nudi korisnicima
- potpunu automatizaciju platnih procesa, primenom standardnog jezika komunikacije
- smanjenje rizika kod plaćanja, povećanje prednosti i trajnosti poruke između primaoca i pošiljaoca
- promptni prenos poruke
- povezanost sa bankama širom sveta
- automatske sisteme razmene šifara i odgovarajućih ključeva
- efikasnije upravljanje sredstvima
- automatsku obradu podataka i dnevno poravnjanje prometnih transakcija i dnevnu kontrolu stanja

## Spoljašnje veze
- Званични веб-сајт
- Spisak banaka koje koriste SWIFT u Srbiji